# 미토마이신
미토마이신(mitomycin)은 Streptomyces caespitosus나 Streptomyces lavendulae에서 추출된 항암성 물질이다. A, B, C형이 있으며 이 중 C형의 항암력이 우수하여 널리 사용된다. 다우노루비신, 독소루비신, 블레오마이신같은 안트라사이클린 계열 항생물질과 더불어 자주 사용되는 항암제이다.

## 적용증
미토마이신C는 폐암, 유방암, 자궁경부암, 간암, 췌장암, 직장암, 방광암, 만성 림프모구 백혈병(CLL), 만성 골수성 백혈병(CML)의 치료나 증상의 경감을 위해 사용한다.

## 부작용
신부전증, 용혈성 요독 증후군(HUS)이 나타날 수 있다. 골수억제는 이 약의 주요 효능이자 위험한 부작용이다. 그 외에 기본적으로 안트라사이클린 항생물질의 공통적인 부작용이 나타날 수 있다.

## 같이 보기
- 안트라사이클린
- 화학요법